# Eclissi solare del 13 novembre 2012
L'eclissi solare del 13 novembre 2012 è un evento astronomico che ha avuto luogo il suddetto giorno dalle ore 19:37 UTC alle 0:45 UTC di quello successivo. È stata visibile da tutta l'Oceania e dall'Antartide settentrionale; l'eclissi maggiore è stata visibile alle coordinate 40S 161.3W, in pieno oceano Pacifico alle ore 22:12 UTC.

## Simulazione zona d'ombra

Ombra generata dall'eclissi.